# Ötztaler Urkund
L'Ötztaler Urkund est une montagne qui s’élève à 3 554 m d’altitude dans les Alpes de l'Ötztal, en Autriche.